# 清水陸哉
清水 陸哉（しみず りくや、1999年1月22日 - ）は、大阪府大阪市西淀川区出身の元プロ野球選手（外野手）。右投右打。プロでは育成選手であった。

## 経歴

### プロ入り前
大阪市立川北小学校1年生から「川北ストーム」で野球を始め、大阪市立淀中学校時代は、「川北ストーム中等部」で投手としてプレーする。
その後中学時代の監督の繋がりで京都国際高等学校に進学。2年生の夏から投手兼外野手としてレギュラーを掴む。甲子園出場経験は無いが、2年生秋の秋季京都大会、3年生春の春季京都大会ではベスト4に進出する。
2016年5月7日に行われた、春季京都大会準々決勝、対日星高等学校において、4打数4安打2本塁打8打点を記録する。
2016年10月20日に行われたプロ野球ドラフト会議にて、福岡ソフトバンクホークスから育成選手五巡目指名され、同年11月2日、京都市内で入団交渉を行い、支度金300万円、年俸300万円（金額は推定）で契約合意に達し、同月22日に福岡市内のホテルで入団発表会見が行われた。
背番号は141。

### プロ入り後
2017年3月17日に行われた、阪神タイガースとのウエスタン・リーグ開幕戦において、代走起用ながら二軍公式戦初出場を果たす。その後、二軍戦では7試合に出場。三軍戦において73試合に出場し、打率.202、15打点、9盗塁の成績を残す。
2018年3月1日、球団から福岡市内の病院で左母指基節骨観血的固定術を受けたことが発表された。二軍公式戦の出場機会は得られなかったが、三軍戦で65試合に出場し、打率.210、4本塁打、10盗塁、23打点を記録する。
2019年1月16日、右足首の疲労骨折のため右足関節鏡視下骨棘切除術および直視下骨接合術を受けた。二軍公式戦に1試合出場。三軍戦においては、25試合に出場し、打率.178を記録する。11月23日から台湾で開催された2019アジアウインターベースボールリーグにおいて、NPB RED選抜に選出された。
2020年、二軍公式戦の出場は無く、三軍戦において、28試合に出場し、打率.214、2打点の成績を残す。11月4日、戦力外通告が公示された。

## 選手としての特徴・人物
高校通算37本塁打。滋賀県立八幡商業高等学校との練習試合では、同校の外野フェンス奥の、業務スーパー&酒のケント近江八幡店の屋上看板直撃弾を放つ。
投手として最速145km/h、遠投で110ｍの強肩。
2013年に福岡ソフトバンクホークスに育成選手ドラフト3位で指名された曽根海成は、高校の先輩にあたる。

## 詳細情報

### 年度別打撃成績
- 一軍公式戦出場なし

### 背番号
- 141（2017年 - 2020年）

### 登場曲
- 「新宝島」サカナクション（2020年）
- 「Con Calma」ダディー・ヤンキー（2020年）

### 代表歴
- 2019アジアウインターベースボールリーグ：NPB RED選抜[17]